# Långsjön (sjö i Finland)
Långsjön är en sjö i Jakobstad i Finland. Den ligger i kommunen Jakobstad i landskapet Österbotten, 400 km norr om huvudstaden Helsingfors. Arean är 14,5 hektar och strandlinjen är 2,03 kilometer lång. Sjön  ingår i Bottenvikens kustområde. 
I omgivningarna runt Långsjön växer i huvudsak blandskog.